# Cuphea hyssopifolia
Cuphea hyssopifolia — вид рослин родини плакунові.

## Поширення
Росте у Мексиці, Гватемалі і Гондурасі.

## Біологічний опис
Досягає висоти 60 сантиметрів і 90 сантиметрів у ширину. Має пурпурові або білі квіти і дрібні листки.